# Will (나카모리 아키나의 음반)
《will》(윌)은 일본의 여가수 나카모리 아키나(中森明菜)의 19번째 정규 음반으로 1999년 12월 1일에 발매하였다. (CD: GRCO-3003) 나카모리가 가우스 엔터테인먼트 소속일 때 발매한 마지막 정규 음반으로서 이전에 가우스에서 내놓은 싱글들을 다시 편곡하여 수록한 작품이다. 오리콘 주간 앨범 차트에 처음으로 진입, 최고순위 52위를 달성하였다. 차트 톱100에 한 주 올라와있었다.

## 수록곡
| #            | 제목                                                                 | 작사                  | 작곡            | 편곡              | 재생 시간 |
| ------------ | -------------------------------------------------------------------- | --------------------- | --------------- | ----------------- | --------- |
| 1.           | 〈〈tobira ~OVERTURE〉〉                                             |                       | 후지와라 이쿠로 | 후지와라 이쿠로   | 1:07      |
| 2.           | 〈〈garret〉〉                                                       | 다나베 치사           | 다나베 치사     | 후지와라 이쿠로   | 4:12      |
| 3.           | 〈〈Trust me ~ all' espanola〉〉                                     | 나츠노 세리코         | 하라 카즈히로   | 후지와라 이쿠로   | 4:24      |
| 4.           | 〈〈Pretend〉〉                                                      | 노가미 유카나         | 야마모토 히메코 | 후지와라 이쿠로   | 4:21      |
| 5.           | 〈〈폭풍 속으로〉(嵐の中で ~ Misterioso “A”)〉                       | 나츠노 세리코         | ORIGA           | 이와사키 모토요시 | 4:20      |
| 6.           | 〈〈현혹〉(幻惑 ~ amabile “A”)〉                                     | 나츠노 세리코         | 고바야시 아키코 | 이와사키 모토요시 | 4:32      |
| 7.           | 〈〈귀성 ~Never Forget~〉(帰省 〜Never Forget〜 Taste “A” Version)〉 | 스즈 야스히로, atsuko | 스즈 야스히로   | 후지와라 이쿠로   | 5:57      |
| 8.           | 〈〈이렇게….〉(こんなにも…。 콘나니모[*])〉                          | atsuko                | 마에다 카츠키   | 후지와라 이쿠로   | 5:07      |
| 9.           | 〈〈달의 미소〉(月の微笑 츠키노호호에미[*] ~ Acoustic Version)〉     | 나츠노 세리코         | 후지와라 이쿠로 | 후지와라 이쿠로   | 4:22      |
| 10.          | 〈〈will〉〉                                                         |                       |                 |                   | 1:30      |
| 11.          | 〈〈망설임〉(とまどい)〉                                             | 모리 히로미           | juni            | Max Brightstone   | 3:59      |
| 12.          | 〈〈오필리아〉(オフェリア)〉                                         | 시모고 아키           | 시마노 사토시   | 카미데 마사노리   | 3:54      |
| 13.          | 〈〈Trust Me (Secret Track)〉〉                                      | 나츠노 세리코         | 하라 카즈히로   | 후지와라 이쿠로   |           |
| 총 재생 시간 | 총 재생 시간                                                         | 총 재생 시간          | 총 재생 시간    | 총 재생 시간      | 52:02     |